# Heteropoda onoi
Heteropoda onoi là một loài nhện trong họ Sparassidae.
Loài này thuộc chi Heteropoda. Heteropoda onoi được Peter Jäger miêu tả năm 2008.